# Am Janhaarspool
Koordinaten: 52° 11′ 36″ N, 7° 41′ 48″ O

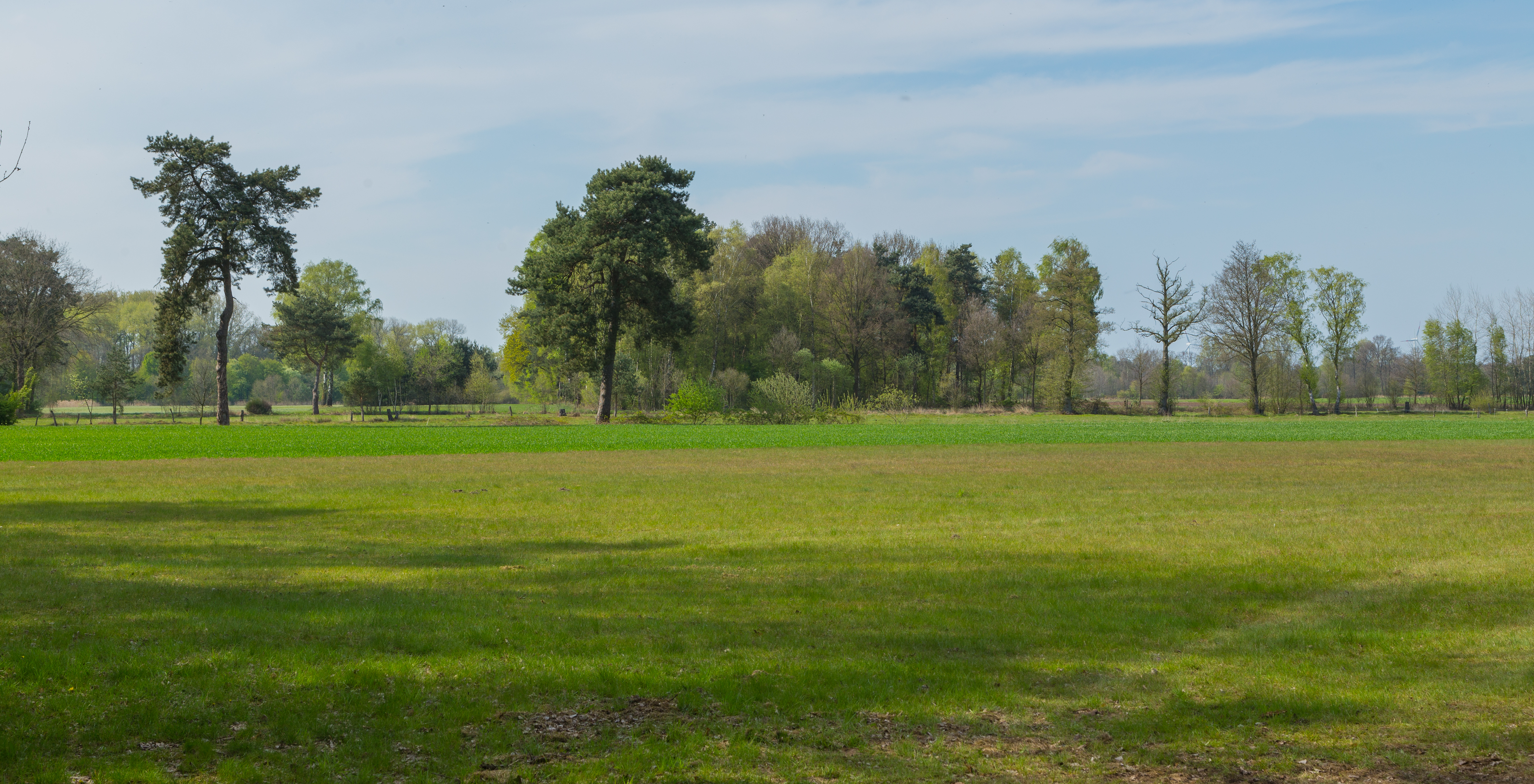
Naturschutzgebiet Am Janhaarspool (April 2017)

Das Naturschutzgebiet Am Janhaarspool liegt auf dem Gebiet der Städte Ibbenbüren und Tecklenburg im Kreis Steinfurt in Nordrhein-Westfalen. Das Gebiet erstreckt sich südlich von Dörenthe, einem Ortsteil von Ibbenbüren, direkt an dem am westlichen Rand fließenden Dortmund-Ems-Kanal. Westlich verläuft die B 219, südöstlich verlaufen die Landesstraße L 597 und die A 1. Westlich schließt sich das Naturschutzgebiet Feuchtgebiet Saerbeck an.

## Bedeutung
Für Ibbenbüren und Tecklenburg ist seit 1988 ein 255,76 ha großes Gebiet unter der Kenn-Nummer ST-001 als Naturschutzgebiet ausgewiesen. Das aus neun Teilflächen bestehende Gebiet wurde unter Schutz gestellt zur Erhaltung, Entwicklung und Wiederherstellung von Lebensgemeinschaften und Biotopen, insbesondere von seltenen und z. T. stark gefährdeten landschaftsraumtypischen Pflanzen und Pflanzengesellschaften des offenen Wassers und des feuchten Grünlandes und der daran angepassten z. T. stark gefährdeten Tierarten.